# Коханець (роман)
«Коха́нець» (фр. L'amant) — автобіографічний роман французької письменниці Марґеріт Дюрас, який опублікувало в 1984 році паризьке видавництво Мінюї (фр. Les Éditions de Minuit). Того ж року роман був відзначений Гонкурівською премією. Французьке видання роману розійшлося накладом понад 2 400 000 примірників.

## Сюжет
Роман «Коханець», події в якому розгортаються у французькому Індокитаї в 1930-х, розкриває інтимність і хитросплетіння таємного роману між неповнолітньою дівчиною з фінансово скрутної французької родини та майже вдвічі старшим заможним чоловіком китайсько-в’єтнамського походження.
У 1929 році 15-річна безіменна дівчина подорожує на поромі через дельту Меконґу, повертаючись із канікул у своєму сімейному домі в місті Садеку до школи-інтернату в Сайґоні. Вона привертає увагу 27-річного сина китайського бізнес-магната, заможного молодого чоловіка та спадкоємця багатства. Він заводить розмову з дівчиною; вона погоджується поїхати назад до міста на його лімузині з водієм.
Змушена обставинами свого виховання, ця дівчина, дочка збанкрутілої вдови з маніакально-депресивним станом, щойно пробуджується до неминучої та надто реальної задачі — самотньо пробитися у світ. Таким чином, вона стає його коханкою, поки він не схиляється перед несхваленням свого батька і не розриває роман.

## Колоніалізм у романі
Згідно з дослідником Джеком Їґером (Jack A. Yeager), більшість прочитань роману Дюрас сфокусовані на її повторюваному стилі письма, але нерідко випускають з поля зору колоніальні теми твору. Хоча сама Дюрас пов'язувала себе з В'єтнамом і його культурою (так, дитиною вона була двомовною, розмовляючи французькою та в'єтнамською), водночас єдина персонажка-в'єтнамка — це покоївка матері оповідачки, До. Саме ж місцеве населення не виокремлене і розмите в романі.
Важливо, що стосунки в романі Дюрас про перетин расових кордонів розгортаються на ключовому етапі в’єтнамської історії, коли за націоналістичним повстанням 1930 року слідував період надзвичайного жорстоких репресій — у контексті виклику, який кидають такі стосунки, зміцненню французької колоніальної влади з супутнім підтвердженням ролі, статусу та влади, які визначаються расою.
Владні стосунки в романі досить заплутані: їх неможливо вписати в одну чітку схему влади. Їхня пристрасть розгортається на тлі комплексного перетину панувань і пригноблень: оповідачка має расовий і колоніальний привілей (біла французка у французькій колонії), коли ж китаєць — гендерний (чоловік) і класовий (має статок). 
Головна персонажка походить з родини французьких колоніалістів, і хоча її родина дуже бідна, привілеї оповідачки зосереджені в просторі: вона відвідує французький ліцей і пансіон, її матір працює директоркою школи для дівчаток. З другого боку, її коханець — китаєць, водночас заможний, з потягом до європейського («він курить англійську сигарету»), але в той же час чужий для Сайґону — як і «не-білий» для французьких колонізаторів. Їхній взаємний потяг — трансгресивний, хоч і з відмінних причин, а шлюб з самого початку неможливий. Родина дівчинки не приймає китайця: вони їдять їжу, яку він їм купує, але не говорять з ним («Всі обіди проходять абсолютно одноманітно. Брати пожирають страви й ніколи не кажуть йому жодного слова»); батько китайця ж забороняє їхній шлюб. Для оповідачки китаєць — це поєднання екзотичного іншого з доступом до фізичного комфорту і грошей («Я відповідаю, що хочу його разом з грішми, разом з лімузином і грішми, бо я таким його побачила, і як мені знати, що б я робила, якби все було інакше»).
Для китайця ж оповідачка — це можливість вийти за межі свого класу та раси. Те, що привертає його увагу (і багато разів згадується в романі) — її «чоловічий капелюх з пласкими крисами, з гнучкого фетру кольору трояндового дерева» і «знамениті туфельки із золотої парчі на високому підборі». Фетровий капелюх — символ водночас Заходу та маскулінності; золочені туфельки символізують жіночність і потяг до вищого класу. Цей одяг вказує не лише на гендерну, але й на політичну та соціальну амбівалентність оповідачки в очах її коханця, подвоєну тим, що вона — «молода біла дівчина в автобусі для місцевих».

## Видання
- L'Amant, Éditions de Minuit, Paris, 1984, ISBN|2-7073-0695-9

## Екранізація
1992 року роман екранізував французький режисер Жан-Жак Анно.

## Український переклад
Роман Марґеріт Дюрас «Коханець» переклав українською Роман Осадчук. Переклад опублікувало видавництво А-БА-БА-ГА-ЛА-МА-ГА, у «Дорослій серії» (2009).